# Usharia cassiae
Usharia cassiae är en insektsart som beskrevs av Irena Dworakowska 1984. Usharia cassiae ingår i släktet Usharia och familjen dvärgstritar.
Artens utbredningsområde är Singapore. Inga underarter finns listade i Catalogue of Life.